# Theridion nilgherinum
Theridion nilgherinum är en spindelart som beskrevs av Simon 1905. Theridion nilgherinum ingår i släktet Theridion och familjen klotspindlar. Inga underarter finns listade i Catalogue of Life.